# Psephis
Psephis és un gènere d'arnes de la família Crambidae.

## Taxonomia
- Psephis gomalis Schaus, 1920
- Psephis ministralis
- Psephis myrmidonalis Guenée, 1854